# Microcaecilia marvaleewakeae
Espèce
Microcaecilia marvaleewakeae est une espèce de gymnophiones de la famille des Siphonopidae.

## Répartition
Cette espèce est endémique du Brésil. Elle se rencontre dans le nord du Pará et de l'Amazonas.

## Étymologie
Cette espèce est nommée en l'honneur de Marvalee H. Wake.

## Publication originale
- Maciel & Hoogmoed, 2013 : A new species of Microcaecilia (Amphibia: Gymnophiona: Siphonopidae) from the Guianan region of Brazil. Zootaxa, no 3693, p. 387-394.